# Övre Slån
Övre Slån är en sjö i Vimmerby kommun i Småland och ingår i Botorpsströmmens huvudavrinningsområde.